# 蒙萨格罗
蒙萨格罗，是西班牙卡斯蒂利亚-莱昂萨拉曼卡省的一个市镇。 总面积48平方公里，总人口213人（2001年），人口密度4人/平方公里。